# Thiania cupreonitens
Thiania cupreonitens là một loài nhện trong họ Salticidae.
Loài này thuộc chi Thiania. Thiania cupreonitens được Eugène Simon miêu tả năm 1899.